# 科尔内利娅·克利尔
科尔内利娅·克利尔（德語：Cornelia Klier，1957年3月19日—），旧姓比格尔（Bügel），德国女子赛艇运动员。她曾代表东德参加1980年夏季奥林匹克运动会赛艇比赛，获得女子双人单桨无舵手金牌。